# シャフラム・マフムーディ
シャフラーム・マフムーディー（ペルシア語: شهرام محمودی､ラテン翻記： Shahrām MahmūdÍ,1988年7月20日 - ）は、イランの元男子バレーボール選手。キャラジ出身。ポジションはオポジット。元イラン代表。

## 所属クラブ
- Kalleh Mazandaran（2012-2014年）
- Urmia Municipality VC（2014-2015年）
- Sarmayeh Bank（2015-2018年）
- Khatam Ardakan（2018-2019年）
- Urmia Municipality VC（2019-2020年）